# 小行星1728
小行星1728（1728 Goethe Link）是一颗绕太阳运转的小行星，为主小行星带小行星。该小行星于1964年10月12日发现。
該小行星以美國外科醫生歌德·林克（Goethe Link）命名。

## 轨道参数
小行星1728的轨道半长轴为2.5628158 UA，离心率为0.091。